# نورمان ر. بالمر
نورمان ر. بالمر (بالإنجليزية: Norman Palmer)‏ هو مونتير أمريكي، ولد في 7 أكتوبر 1918 في سانتا آنا في الولايات المتحدة، وتوفي في 23 مارس 2013 في Northridge, Los Angeles ‏ في الولايات المتحدة.

## وصلات خارجية
- نورمان ر. بالمر على موقع IMDb (الإنجليزية)
- نورمان ر. بالمر على موقع ألو سيني (الفرنسية)
- نورمان ر. بالمر على موقع أول موفي (الإنجليزية)
- نورمان ر. بالمر على موقع قاعدة بيانات الأفلام السويدية (السويدية)
- نورمان ر. بالمر على موقع قاعدة بيانات الفيلم (الإنجليزية)
- نورمان ر. بالمر على موقع كينوبويسك (الروسية)